# Jürgen Nefzger
Jürgen Nefzger (né en 1968 à Fürth, en Allemagne) est un photographe allemand, lauréat du Prix Niépce 2008. Diplômé de l´École nationale supérieure de la photographie d'Arles, il vit et travaille en France depuis 1991 et enseigne la photographie à l'École supérieure d'art d'Aix-en-Provence (ESAAix).

## Biographie
Jürgen Nefzger s'intéresse au paysage, qu'il photographie à la chambre 4 x 5 et 20 x 25, dans une veine documentaire. La photographie du paysage lui permet de montrer les mutations de la société. L'urbanisme, en particulier de loisir, à la mer et à montagne, la maison individuelle, les zones périurbaines avec les destructions de tours et de barres, l'espace rural très mécanisé, les dégâts sur l'environnement, les usines en particulier les centrales nucléaires, constituent les éléments pour une vision contemporaine du paysage.
Photographiant en grand format à la chambre, il associe rigueur de la composition, humour et tension entre la beauté généreuse et la clarté assurée de la détérioration du monde.

## Expositions personnelles
- 1995
  - Centre national Jean Moulin, Bordeaux
  - Fondation d´art moderne, Soulac-sur-Mer, Gironde
- 1998
  - CPIF, Centre photographique d'Île-de-France
- 2001
  - Centre atlantique de la photographie, Brest
- 2002
  - photokina, Cologne, Allemagne
- 2003
  - L'été photographique de Lectoure
  - FRAC Île-de-France-Musée des Pays de Seine-et-Marne
- 2005
  - Cité des sciences et de l'industrie, Paris
- 2006
  - 3015 Espace d'art contemporain, Paris
  - La vitrine, FRAC Île-de-France, Le Plateau, Paris
- 2007
  - Jeu de Paume, Paris
  - Musée des beaux-arts, Dunkerque
  - LAAC, Musée d'art contemporain, Dunkerque
  - Image / Imatge, Orthez, France
  - Galerie Poller, Francfort
  - Les arts au murs, Artothèque de Pessac
  - Biennale de la photographie de Lorient
- 2008-2009
  - Hôtel de Fontfreyde, Clermont-Ferrand
- 2012
  - Carré Amelot, La Rochelle

## Prix et bourses
- 1998
  - La Bourse du Talent Photographie.com
- 2000
  - DRAC Île-de-France
- 2002
  - Sophie Smoliar Scholarship Award (États-Unis-Allemagne.)
- 2005
  - Villa Medicis hors les murs, CULTURESFRANCE
- 2006
  - Prix de la Fondation Neuflize Vie
  - Prix Photo du Jeu de Paume, Prix du Public
- 2007
  - Accueilli en résidence au centre photographique de l'Hôtel de Fontfreyde à Clermont-Ferrand
- 2008
  - Prix Niépce, décerné par Gens d'images